# Fernando Buenaventura de Harrach

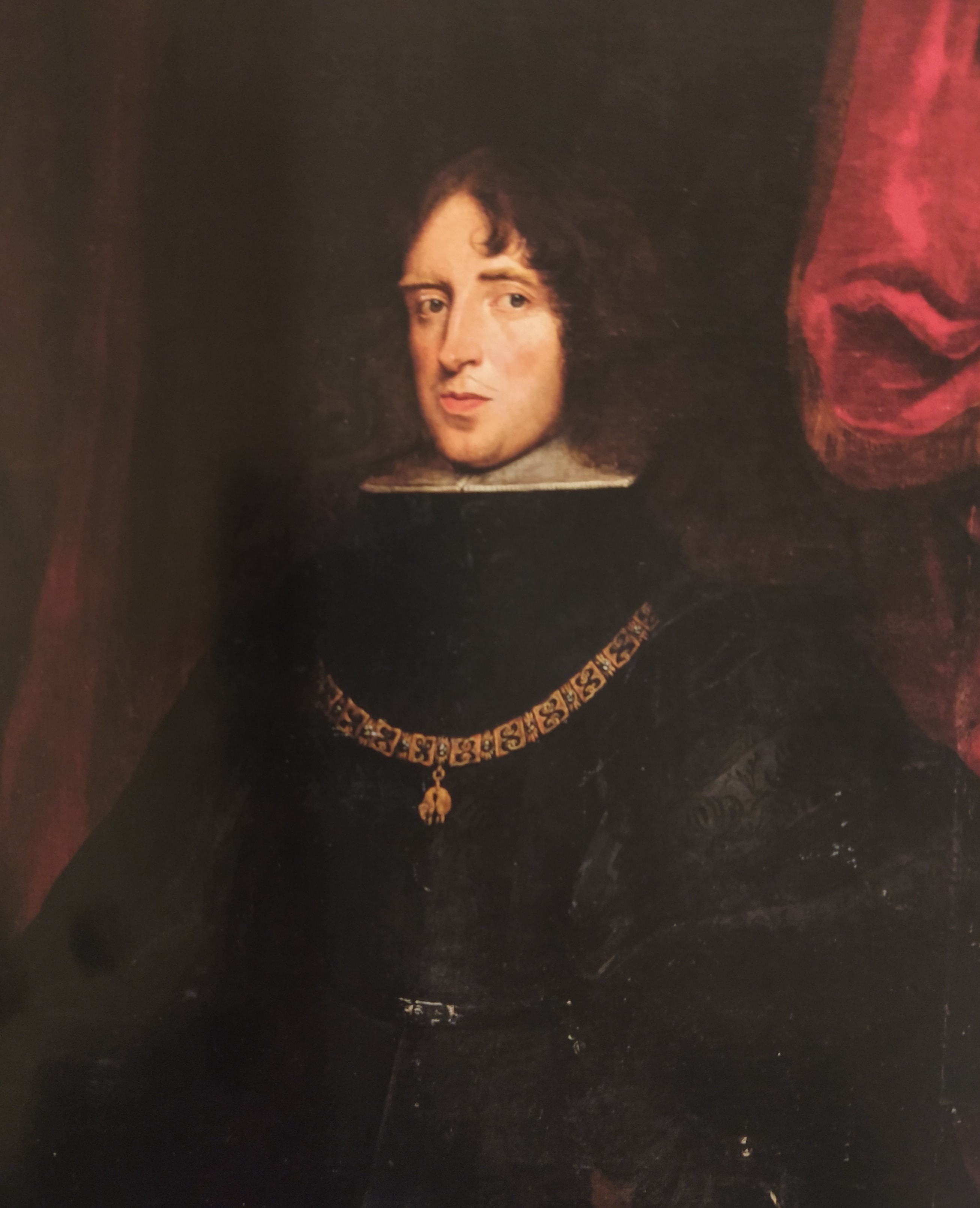
Fernando Buenaventura I de Harrach en un retrato con indumentaria "alla spagnola" del 1663

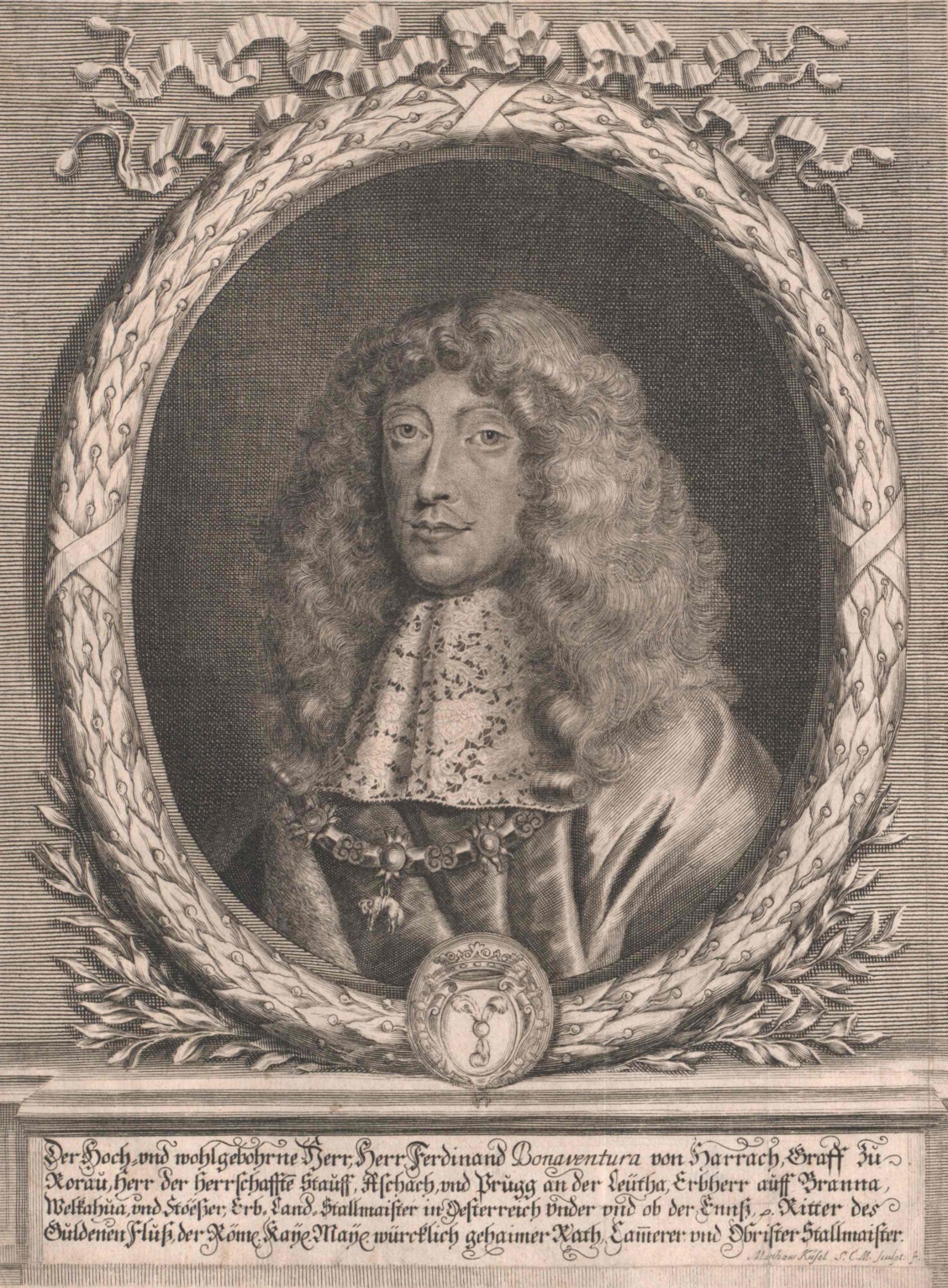
Anónimo, Ferdinand Bonaventura von Harrach, Viena, Österreichische Nationalbibliothek.

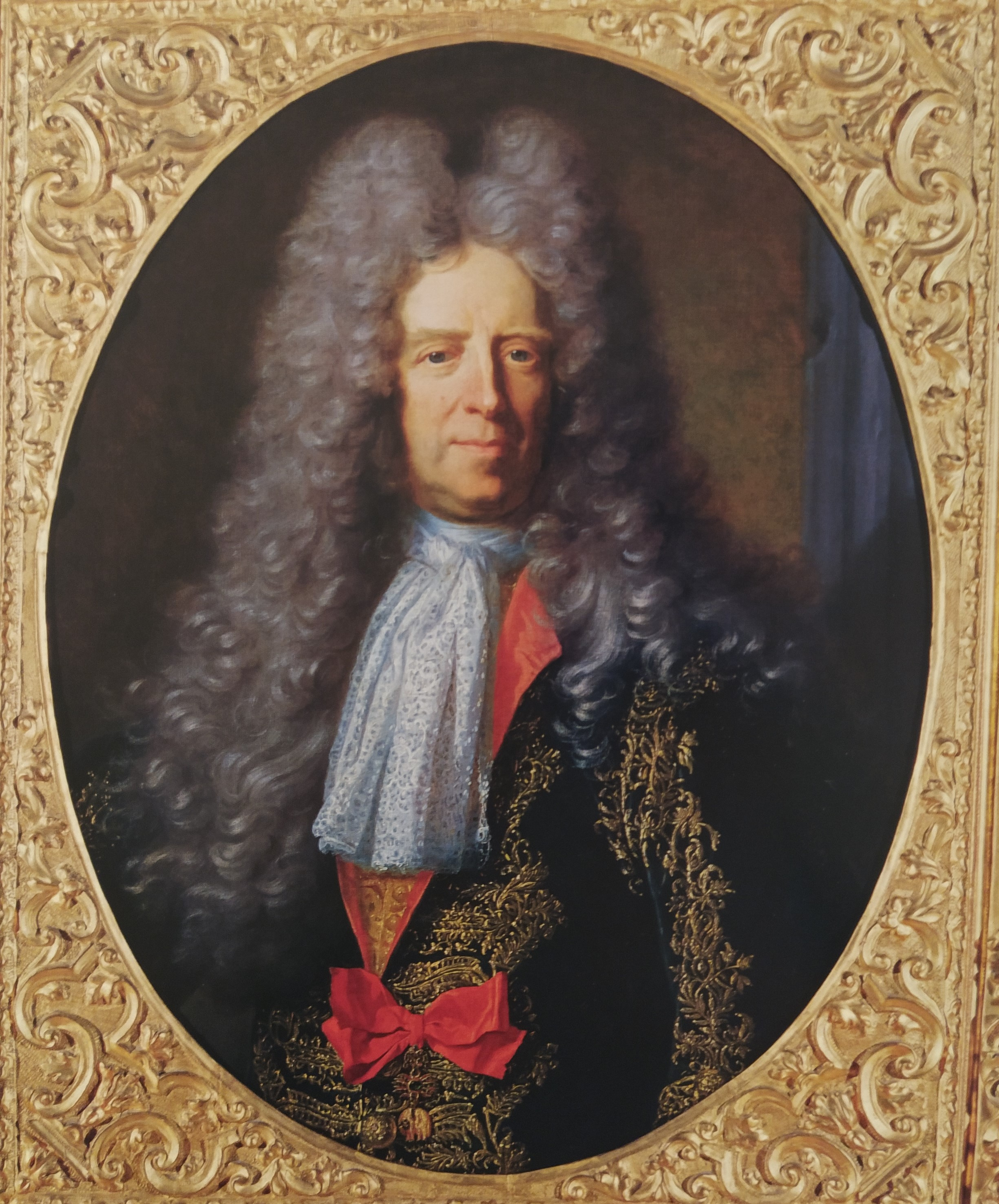
Ferdinand Bonaventura I von Harrach en un retrato del 1698, obra de Hyacinthe Rigaud

Ferdinand Bonaventura von Harrach, castellanizado Fernando Buenaventura de Harrach (Praga, 14 de julio de 1636-Karlovy Vary, 1706), miembro de una distinguida familia bohemio-austriaca, entró muy joven al servicio imperial, destacando su papel como embajador ante la corte de Madrid en los años finales del reinado de Carlos II, cuando se debatía la sucesión de la corona española. Aficionado a las artes, dio un notable impulso a la colección familiar ahora conservada en el castillo de Rohrau, a la que incorporó importantes obras de pintores españoles.
Educado al cuidado de su tío el cardenal Ernesto Adalberto de Harrach –al que a su muerte en 1667 dedicó un libro de emblemas inédito titulado Triumphus in mortem cardinalis a Harrach– realizó el Grand Tour de 1655 a 1658 y visitó Madrid por primera vez en 1661. Aquí contrajo matrimonio el 27 de octubre en la Real Capilla con Juana Teresa de Lamberg, condesa de Lamberg y dama de la reina Mariana de Austria. Con ese bagaje de formación humanística y dominio de idiomas fue designado en distintas ocasiones para desempeñar delicadas misiones diplomáticas en París, Madrid y Varsovia, a la vez que ocupaba puestos de relieve en  la corte vienesa.
En agosto de 1665 llegó a España como enviado especial con las joyas que el emperador Leopoldo I ofrecía a su prometida, la infanta Margarita, al cerrarse el acuerdo matrimonial. La llegada coincidió con la enfermedad y muerte de Felipe IV lo que retrasó la entrega hasta el 22 de noviembre, cuando se celebró la recepción solemne en palacio. Según anotó en su diario el embajador ordinario Francisco Eusebio de Pötting, la primera de las joyas estaba formada por un diamante, un rubí y una perla muy grande; la segunda con cinco esmeraldas de mucho valor y ambas por estar vinculadas a la casa se empeñaban a la prometida por cien mil ducados. La tercera, dada en propiedad, era el retrato en miniatura y guarnecido de diamantes del propio emperador pintado por su pintor de cámara, Gerard von Schloss o Gerard du Chateau, quien acompañaba al conde en su séquito para hacer el retrato de la prometida. Por el feliz desempeño de su misión Harrach fue recompensado con el Toisón de Oro, del que le hizo entrega la reina viuda Mariana de Austria el 3 de diciembre de 1665, poco antes de su partida, un reconocimiento que, por su corta edad y servicios, el embajador conde de Pötting juzgó desusado:

exemplo sin otro que un cavallero de estos años, serviçios y poca graduación haya alcançado este género de demonstración, reservada únicamente a los mayores y más mereçidos ministros de la Augustissima Casa, con que justamente se puede deçir y creer que más alcança la buena suerte fabricada en favorable coyuntura que la raçon fundada en largos y grandes serviçios.

Volvió a España en octubre de 1673 para sustituir precisamente a Pötting al frente de la embajada imperial, puesto en el que permaneció hasta 1677 y de 1697 a 1698. Especialmente en esta segunda misión Harrach hizo notables aunque baldíos esfuerzos para asegurar la sucesión de la corona española en la casa de Austria, reclamando una mayor implicación imperial en la guerra contra Francia y la presencia en España del archiduque Carlos. Los retrasos en la ayuda, que hicieron recordar a los españoles lo que consideraban un abandono de los austriacos en la Paz de Westfalia, y las excusas para hacer imposible el viaje del archiduque, hicieron más difíciles sus gestiones cuando tras la Paz de Rijswick los franceses devolvieron sin daño Barcelona y Gerona, haciendo crecer el número de los partidarios de la opción francesa. Decepcionado, pidió el relevo en la embajada, que le llegó el 13 de abril de 1698, siendo sustituido en ella por su propio hijo el conde Luis de Harrach.
Los diarios que redactó puntualmente los años que pasó en estas misiones diplomáticas reflejan su interés por el ambiente artístico que se vivía en la corte de Madrid, donde acudía con frecuencia a los corrales de comedias e iba a escuchar música en sus iglesias. Coleccionista de pintura, al partir definitivamente de Madrid en 1698 llevaba en su equipaje no menos de treinta y seis cuadros de pintores españoles, varios de ellos adquiridos en almonedas, a las que también era asiduo. Entre los autores que engrosaron su colección se citan en sus diarios o en los inventarios, obras de Velázquez, Zurbarán, Murillo o Alonso Sánchez Coello junto a los grandes maestros italianos y flamencos, atribuciones muchas de ellas que no se sostienen en la actualidad, además de tres obras asignadas a Jusepe de Ribera: un San José, firmado en 1644 y un San Bartolomé, de no mala calidad, aunque en ambos casos de autoría debatida, y una Inmaculada firmada en 1637, versión reducida del ejemplar de las agustinas de Salamanca, que constituye una de las joyas de la colección. También dos bodegones de Francisco de Palacios, que son las dos únicas obras firmadas por este pintor que se han conservado, un Cristo en la sepultura de José de Ledesma, pintor ahora desconocido pero muy valorado en su tiempo, y los retratos de Carlos II como Gran Maestre del Toisón de Oro y de su madre Mariana de Austria pintados por Carreño y regalados por el propio rey antes de su partida a Viena en 1677.